# Gandhi-Friedenspreis
Der Internationale Gandhi-Friedenspreis (original: International Gandhi Peace Prize), benannt nach Mahatma Gandhi, ist ein indischer Staatspreis.
Er wird seit 1995 jährlich von der indischen Regierung an Personen oder Organisationen verliehen, die sich durch ihre herausragende Arbeit und Beiträge zu sozialen, wirtschaftlichen oder politischen Umwandlungsprozessen mittels Gewaltlosigkeit und anderen Gandhischen Mitteln verdient gemacht haben. Das Preisgeld beträgt 10 Millionen (1 crore) Indische Rupien.

## Preisträger
Die bisherigen Preisträger waren:
- 1995: Julius Nyerere – erster Präsident Tansanias
- 1996: A. T. Ariyaratne – Gründer der Sarvodaya-Shramadana-Bewegung
- 1997: Gerhard Fischer – deutscher Diplomat
- 1998: Ramakrishna-Mission – gegründet von Swami Vivekananda
- 1999: Baba Amte – Sozialarbeiter
- 2000: Nelson Mandela – südafrikanischer Präsident; Grameen Bank – gegründet von Muhammad Yunus
- 2001: John Hume – irischer Politiker
- 2002: Bharatiya Vidya Bhavan – indische Bildungsorganisation
- 2003: Václav Havel – tschechischer Staatspräsident
- 2004: Coretta Scott King – US-amerikanische Bürgerrechtlerin, Witwe von Martin Luther King
- 2005: Desmond Tutu – südafrikanischer Erzbischof
- 2013: Chandi Prasad Bhatt – indischer Umweltschützer
- 2014: Indian Space Research Organisation[1]
- 2015: Vivekananda Kendra – spirituelle Hinduorganisation, die den Prinzipien Swami Vivekanandas folgt[2]
- 2016: Akshaya Patra Foundation – indische Nonprofitorganisation, die ein Schulspeisungsprogramm in Indien etabliert
- 2017: Ekal Abhiyan Trust – indische Bildungsorganisation mit Schwerpunkt ländlicher Raum
- 2018: Yōhei Sasakawa – japanischer Diplomat, der sich Verdienste um die Bekämpfung der Lepra erwarb[3]
- 2019: Qabus bin Said – omanischer Sultan (1940–2020)[4]
- 2020: Mujibur Rahman – bangladeschischer Politiker (1920–1975)[5]
- 2021: Gita Press – indisches Verlagshaus[6]